# Izsák

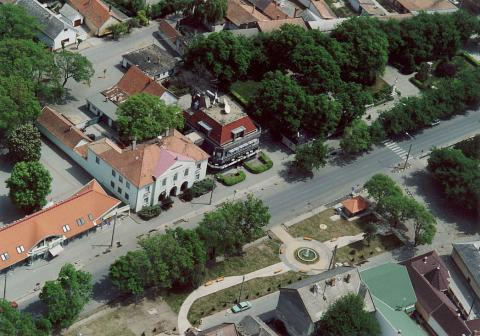
Flygbild av Izsák.

Izsák är en mindre stad i Ungern med 5 515 invånare (2019).